# Alaraz
Alaraz is een gemeente in de Spaanse provincie Salamanca in de regio Castilië en León met een oppervlakte van 49,17 km². Alaraz telt 495 inwoners (1 januari 2016).

## Demografische ontwikkeling
Bron: INE, 1857-2011: volkstellingen